# Rhamphocephalus
Rhamphocephalus (il cui nome significa "testa a becco") è un genere estinto di rettile fossile vissuto nel Giurassico medio (Batoniano), in quello che oggi è il Grande Gruppo Oolite di Gloucestershire, Inghilterra. Il nome è stato eretto come un genere di pterosauro e divenendo un "taxon cestino dei rifiuti" per tutti i resti di pterosauro rinvenuti nella zona e datati al giurassico britannico, fino a una revisione nel 2018. Rhamphocephalus comprende diverse specie nominate, due delle quali sono pterosauri, ma la specie tipo - "R. prestwichi" - si basa su resti ora identificati come un thalattosucho. Poiché è scarsamente conservato e privo di caratteristiche che lo distinguono dagli altri thalassosuchi, "R. prestwichi" è considerato una specie non valida e il genere Rhamphocephalus è un nomen dubium. Le rivalutazioni di altre specie di "Rhamphocephalus" suggeriscono che non sono diagnostiche a livello di specie, sebbene abbiano proprietà che consentano la classificazione ad alcuni gruppi di pterosauri del Giurassico.

## Tassonomia
La specie tipo " R. prestwichi" è nota dal frammento del tetto cranico, OUM J.28266, rinvenuto nella cava di Kineton Thorns, Stow-On-Wold, Gloucestershire. Seeley (1880) notò che le ossa craniche di "Rhamphocephalus" erano più simili a quelle di un crocodyliforme che a quelle di uno pterosauro. Sebbene tale esemplare venne assegnato a Pterosauria da autori precedenti, nel loro studio sui resti di pterosauri del Grande Gruppo Oolite, Michael O'Sullivan e Dave Martill (2018) hanno dimostrato che "Rhamphocephalus" appartiene a Thalattosuchia piuttosto che a Pterosauria a causa della differente disposizione delle ossa del cranio rispetto agli pterosauri. Affermarono inoltre che l'esemplare mancava di buone autapomorfie e che il genere era un nomen dubium.

### Specie non classificate
Pterodactylus bucklandii (von Meyer, 1832) e Rhamphorhynchus depressirostris (Huxley, 1859), entrambi basati su materiale mascellare, furono assegnati al genere Rhamphocephalus, insieme alle specie nominali Pterodactylus aclandi, P. duncani e P. kiddi, basati su resti di falangi. Tuttavia, la riclassificazione a thalattosucho di Rhamphocephalus ha reso insostenibile questo riferimento, anche se bucklandii e depressirostris erano chiaramente pterosauri, e P. bucklandii è stato riclassificato come un Rhamphorhychinae indeterminato, mentre Rhamphorhynchus depressirostris è stato riclassificato come uno Scaphognathinae indeterminato. Due ulteriori esemplari diagnostici sono stati usati per edificare il genere e specie Klobiodon rochei.